# تيري مانشيني
تيري مانشيني (بالإنجليزية: Terry Mancini)‏ (4 أكتوبر 1942 بكامدن تاون في المملكة المتحدة - ) هو لاعب كرة قدم أيرلندي في مركز الدفاع. شارك مع منتخب جمهورية أيرلندا لكرة القدم. أما مع النوادي، فقد لعب مع كوينز بارك رينجرز ونادي أرسنال ونادي بارنت ونادي ليتون أورينت ونادي واتفورد ولوس أنجلوس أزتكس ونادي ألدرشوت.